# قوة تماس

قوة التماس هي قوة الجسم المادي التي تمكنه من التأثير في جسم آخر عند حدوث تماس بينهما في موضع يقال له نقطة التماس.